# 德拉姆堡 (埃尔弗赖莱岛)
德拉姆堡（英語：Fort Drum）位于菲律宾马尼拉湾湾口，是美国陆军在科雷吉多岛以南的埃尔弗赖莱岛（El Fraile Island）上建立的一座海上要塞，以历经美墨战争、南北战争及北美印第安战争的陆军指挥官理查德·C·德拉姆准将（1825年－1909年）命名。该要塞始建于1909年，为美屬菲律賓众多海岸炮台中的一环，和水雷雷区及地下指挥工事等共同构成马尼拉及苏比克湾岸防体系。因其船形的钢筋混凝土轮廓以及顶部的两座主炮炮塔，远看宛如一艘停泊在马尼拉湾的军舰，所以也被戏称为“混凝土战列舰”。太平洋战争爆发后，德拉姆堡参与了阻击日军入侵菲律宾的战斗行动，顽强抵抗近五个月后于1942年5月6日陷落并被日军占领。1945年菲律宾战役期间，美军通过燃烧爆破手段歼灭了盘踞要塞中的日军，重新夺回了德拉姆堡，但也将其内部化为一片废墟。德拉姆堡就此被美军放弃。今天，德拉姆堡及原马尼拉湾其他岸防设施皆属甲米地省前首府甲米地市政府管辖。

## 背景

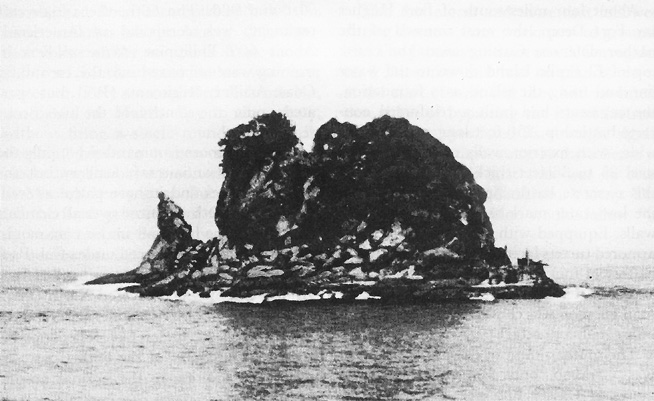
埃尔弗赖莱岛在施工前的状态

1898年，美国在与西班牙的战争中取得决定性胜利。经战后和谈，美国吞并了原属西班牙的菲律宾群岛，为在远东地区保有军事和政治势力铺平了道路。1905年，美国总统西奥多·罗斯福责成战争部长威廉·塔夫脱组建国防工程委员会，在古巴、菲律宾、关岛、夏威夷等地的重要港口兴建大规模的海岸防御设施保卫新有领土:6-7。而早在1904年，美国陆军工程兵部队就已在菲律宾馬尼拉灣动工修建足以封锁全港口的重炮阵列。几乎湾口的每座岛屿都设置了6英寸（152）至14英寸（356）口径不等的岸炮炮台。其中科雷吉多島面积最大，仅该岛便部署了30余门大小火炮。而最小的埃尔弗赖莱岛的情况却完全不同：该岛面积不过1英畝（4,047平方），且遍布突兀嶙峋的岩石。如何利用局促的空间修建有效的火力工事成了摆在工程兵面前的一大难题:64。
驻菲陆军工程兵中尉约翰·金曼（John J. Kingman）提出了一个与众不同的方案：将埃尔弗赖莱岛的上层全部夷平，再以岛屿为地基用混凝土浇筑一座坚固的要塞，要塞顶部两端各设一座海军样式的12英寸（305）主炮炮塔及其观瞄设备，射界即可覆盖马尼拉湾两岸。在炮塔尚未得到美国陆军岸防炮兵采用的年代，金曼的方案可谓相当具有革命性。以此为基础，国防工程委员会进行了进一步修改（包括将主炮由12英寸加强为14英寸），最终造就了“混凝土战列舰”这一军事工程学上的独特风景。:64

## 建造

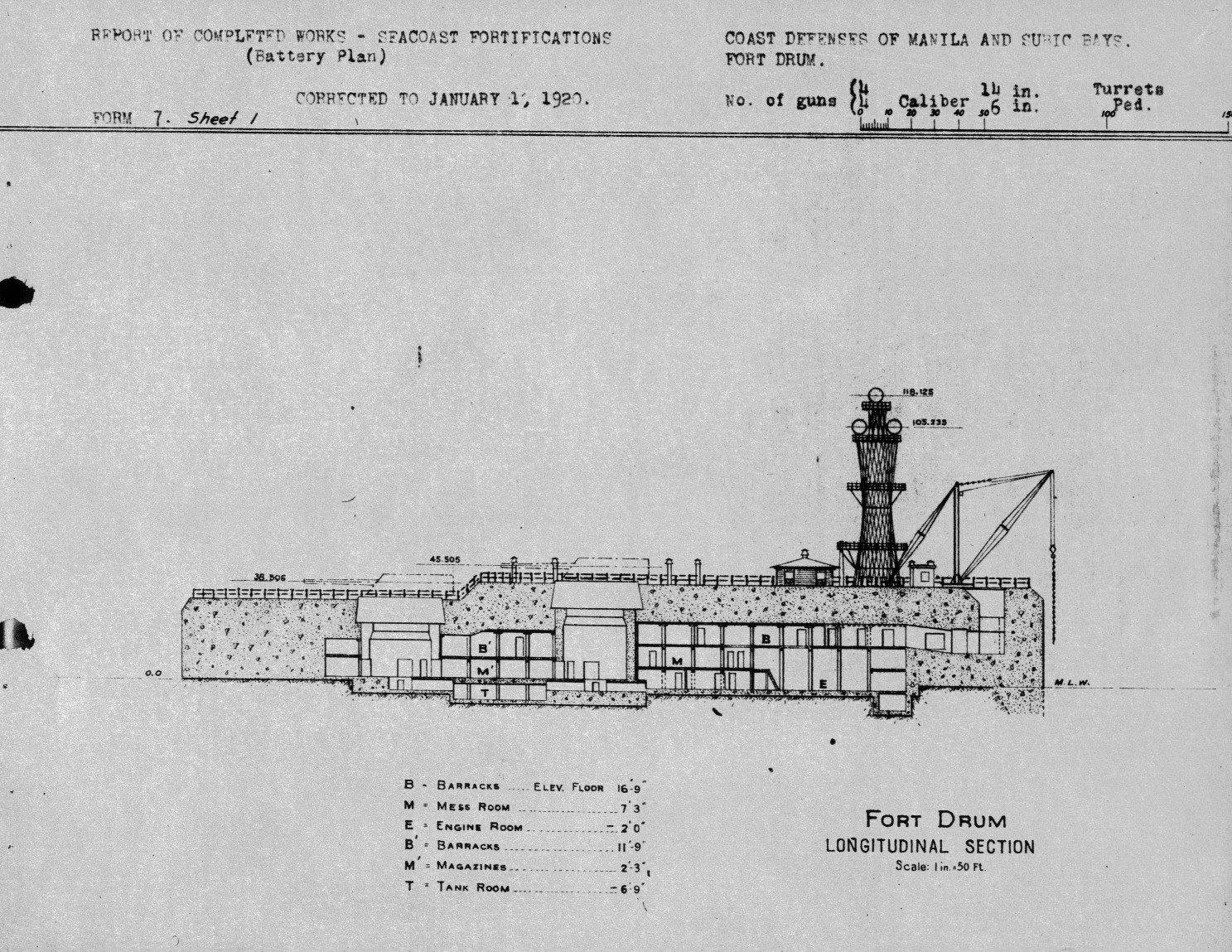
德拉姆堡横剖面示意图

德拉姆堡的建造工程于1909年开始，其构思的复杂性很快便在施工中体现了出来。工程兵必须首先挖掘、爆破、搬运岩石数千吨，随后再以同样数千吨的混凝土浇筑外壁及地基:64。开工不久的1910年下半年，德拉姆堡的设计方案出现了变动。设计师计划拓展要塞在海平面以下的空间，进而需要更多水下混凝土结构。在最深处的引擎室，挖掘工程向下进行了共约34英尺（10.4），直达涨潮时水位线以下3英寸（7.62）的位置。仅这一变动便多消耗混凝土约2,400立方碼（1,835立方）:9。
土木工程进行的同时，美国陆军也开始向国内兵工厂订购要塞所需的各式武器装备。位于纽约州的沃特夫利特兵工厂承接了4门14英寸（356）火炮的生产任务，这批火炮直到1916至1917年才陆续运抵菲律宾。硕大厚重的海军样式炮塔及所有配套设施由位于弗吉尼亚州的纽波特纽斯造船及干船坞公司制造。发电机、蒸发器、探照灯等则都由菲律宾运来。艰苦繁重的建造工程历时九年，要塞最终于1918年6月17日竣工交付陆军岸防炮兵使用。此时建造总费用已达到令人乍舌的2,391,694.67美元:9。

## 设计
德拉姆堡全长350英尺（107）、宽144英尺（44）、距落潮线高40英尺（12），俯视呈九边形，坐东朝西:12。尖锐的一端朝向南中国海，形似船首；平钝的一端朝向马尼拉湾，形似船尾。要塞内部共分三层：底层设有引擎室、燃料库、蓄水库和射击指挥所，最低点位于落潮线6英尺（1.8）以下，该层的东角（“船尾”）有一道可供官兵出入的南北向暗道:66。第二层为主炮弹药库、储藏室和食堂。官兵生活区及副炮弹药库位于第三层，即主甲板。所有区划均被包裹在厚重的钢筋混凝土侧壁内。要塞的外壁厚达25—36英尺（7.6—11.0），顶层平均厚度也有20英尺（6.1）:12。副炮弹药库等顶层较为薄弱的部位另有3—4英寸（76—102）厚钢板额外加强:66。美国陆军的官方战史不无自豪地声称：“即使以1941年的标准，德拉姆堡及驻防其中的二百官兵依然是坚不可摧的。”:478

### 主炮

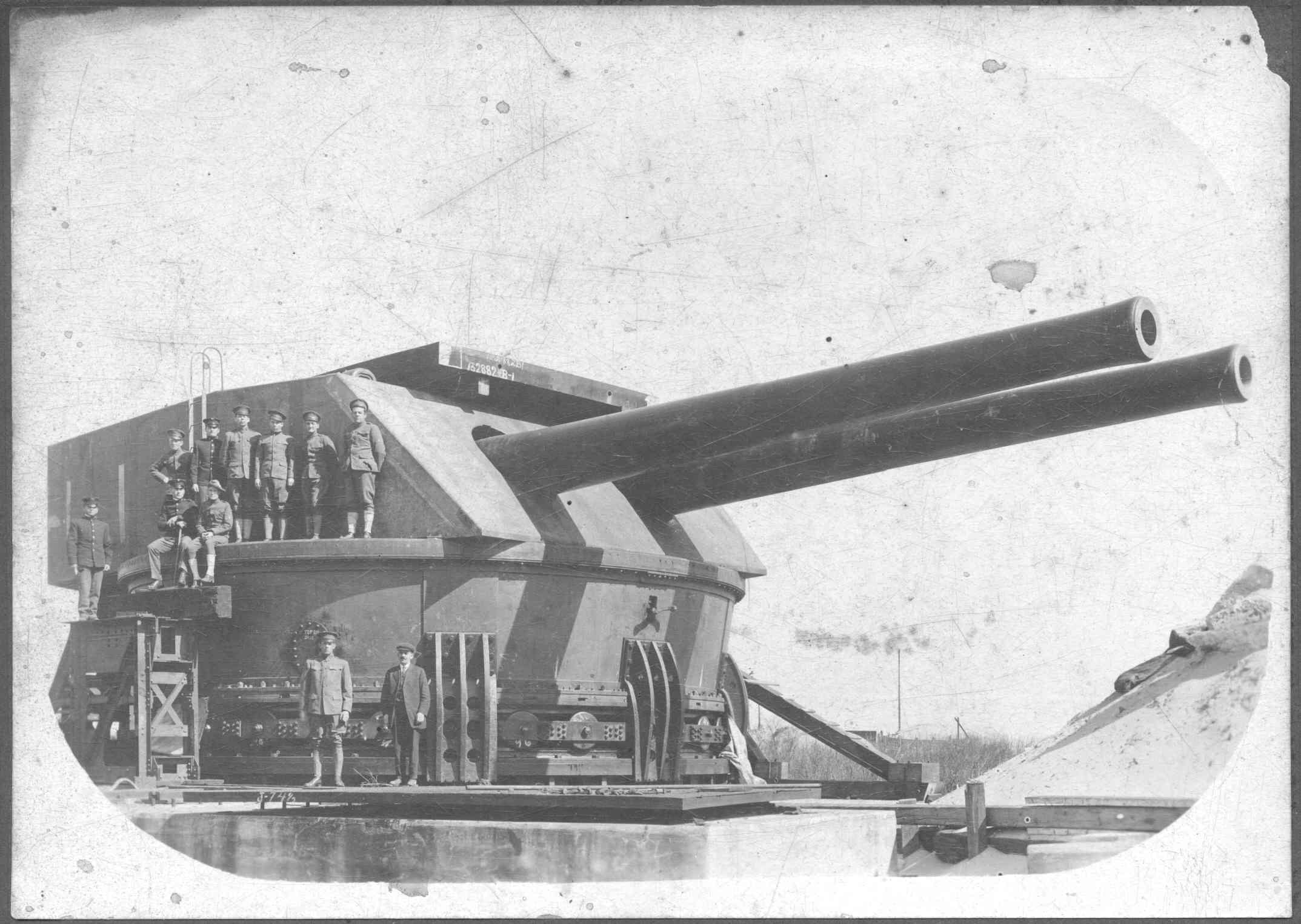
即将运往德拉姆堡的双联装356毫米主炮炮塔，摄于新泽西州桑迪胡克武器试验场

要塞火炮均为陆军制式，与海军舰炮并不通用。德拉姆堡的主武器为四门特制的356毫米40倍径M1909岸防炮，改进自陆军岸防炮兵列装的356毫米34倍径M1907岸防炮，一大特点是采用了美国火炮上罕见的身管丝紧结构:40。每门火炮身管全长48.25英尺（14.71）、重69.8吨，采用断隔螺式炮闩、分装式弹药和电击发系统:15。其炮弹包括穿甲弹和高爆弹两种，但德拉姆堡从未得到高爆弹供应:65。发射1,660磅（753）重的穿甲弹时炮口初速2,220英尺每秒（677每秒），可在1000码的距离上击穿21英寸（533）厚的克虏伯渗碳装甲:45。该炮最大仰角15度，最大射程被相应限制在19,200碼（17,556）。这一射程在一战时期绰绰有余，到了重巡洋舰的203毫米主炮射程均可轻松达到30,000碼（27,432）的30年代便显得力有不逮。然而由于一战后华盛顿海军条约和大萧条接踵而至，美国无暇顾及菲律宾海防，炮口仰角最终也没能得到提升:65-66。
四门主炮以双联装安装于两座专门设计的M1909型炮塔中，以前低后高的背负式布局布置于要塞顶部的中轴线上。两座炮塔分别以两位前陆军工程兵主任的名字命名：较低的炮塔名为“马歇尔炮台”，以纪念威廉·L·马歇尔准将（1846年－1920年），拥有230度射界；较高的炮塔名为“威尔逊炮台”，以纪念约翰·M·威尔逊准将（1837年－1919年），拥有360度射界:9。炮塔通过钢制座圈安放在混凝土结构的炮台基座上，其内部结构贯通至炮台底层，由上至下共分五层，分别为战斗室、上部输弹室、电力间、下部输弹室和基座:17。火炮的回旋和俯仰均由独立的电动机驱动。电力失灵时可用手摇回旋，此时炮塔旋转180度需耗时6小时。M1909炮塔的防御力极强：正面装甲厚达18英寸（460），与同时期美国海军标准型战列舰主炮炮塔正面相当；侧面和后部装甲则更胜一筹，达14英寸（356）；顶部也有4—6英寸（102—152）装甲保护。唯一的弱点位于炮塔和座圈的衔接处，此处装甲不到1英寸（25），所幸该部位从未在战斗中被击中过:65, 68。

### 副炮

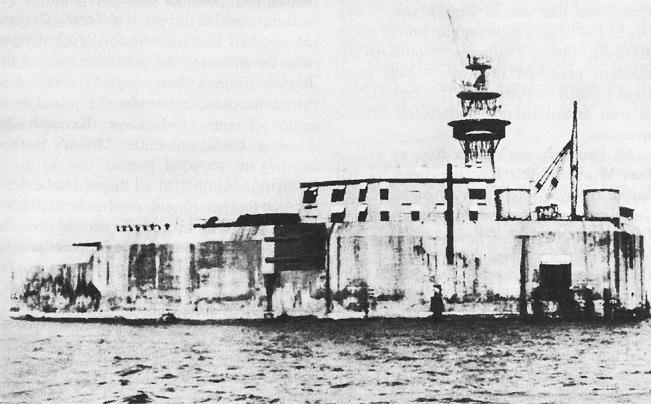
完工后的德拉姆堡。可见“左舷”的两门152毫米炮廓炮和立于“船尾”的笼式舰桅

除了四门主炮，德拉姆堡还备有四门152毫米M1908MII岸防炮用以保护水雷区或攻击驱逐舰等级的舰艇。这些火炮由沃特夫利特兵工厂生产，分两批于1914年12月和1916年4月运达:10。每门火炮身管长50倍径、重6吨，发射106磅（48）重的穿甲弹时炮口初速2,600英尺每秒（792每秒），最大射程约14,790碼（13,524）:59。火炮安装于M1910炮座上，射界120度并配有铸铁防盾:291。四门152毫米炮像战列舰的副炮一般以炮廓的形式部署于要塞的南北两侧，每侧上下各一门。炮廓由6英尺（1.8）钢筋混凝土浇筑而成，内侧衬有6英寸（152）装甲板。两层炮廓间则以3英寸（76）钢板隔开:10。南岸（“左舷”）的“罗伯茨炮台”得名于1905年美国野战炮兵司令本杰明·K·罗伯茨准将，射界覆盖甲米地的海岸线；北岸（“右舷”）的“麦克雷炮台”得名于南北战争老兵塔利·B·麦克雷炮兵准将，射界覆盖马尼拉湾南方水道及水雷区:53。防空火力由位于要塞顶部的“埃克塞特炮台”负责，包括两门76.2毫米M1917高射炮及若干挺7.62和12.7毫米口径高射机枪:15。太平洋战争爆发后，美军在德拉姆堡的“船尾”增设了一门反小艇登陆的76.2毫米M1903速射炮，以野战炮兵指挥官伊莱·D·霍伊尔准将之名命名为“霍伊尔炮台”:3。

### 上层结构
为校准弹道，在“威尔逊炮台”正后方建有一座88英尺（26.82）高的火控塔，造型与美国战列舰独有的笼式舰桅如出一辙。火控塔第二层设有一具基线长15英尺（4.6）的合像式测距仪，其余测距仪分布于第二层的拓展平台和第五层。火控塔上设有三具通用电气制60英寸（152）直径探照灯，由主发电机直接提供电力：两具安装于高59英尺（17.98）处的平台，第三具位于“舰桅”顶部。此外火控塔还设有无线电台天线和信號旗旗杆。德拉姆堡上层甲板设有一台SCR-99型电台（后升级为SCR-136型），电力同样来自主发电机。:9
地处热带的菲律宾，要塞内部往往酷暑难耐。为此德拉姆堡顶层特意搭建了一座木制兵營、一个储水罐和一个无线电室:66。主炮炮塔、副炮炮廓、笼式舰桅以及上层建筑，所有这些都为德拉姆堡勾勒出一艘美国战列舰的轮廓。因此德拉姆堡常被揶揄为“混凝土战列舰”:9-10。

## 服役历史

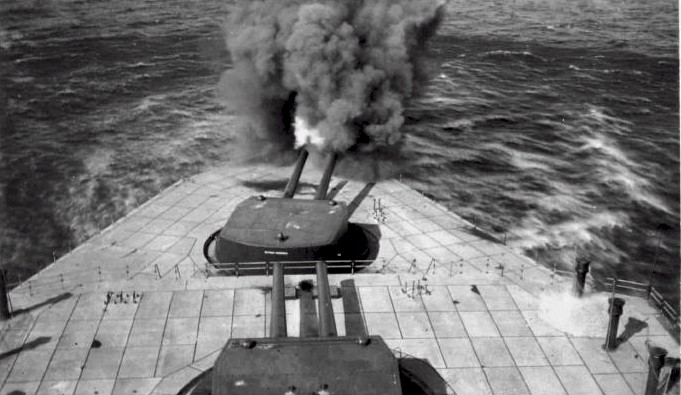
德拉姆堡的“马歇尔炮台”进行射击演练，摄于1935年8月6日

德拉姆堡竣工后由美军第58岸防炮兵团E连约200人驻防。不久一战结束，战后的裁军浪潮与财政紧缩随即波及到了德拉姆堡。在1918年后的五年间，德拉姆堡的主炮没有发射过一发炮弹。直到1923年3月27日，要塞的356毫米岸炮群才进行了试射以来的第一次射击演练。演练期间，主炮扬弹筒因电路短路发生火灾，险些引发弹药库爆炸。此后德拉姆堡一直作为马尼拉湾的看门人，度过了十余年无所事事的和平岁月。马尼拉及苏比克湾岸防体系的废弛主要与时局有关：1922年列强签署《华盛顿海军条约》，美国在夏威夷以西新建要塞的进程被迫戛然而止；1929年爆发的大萧条更令美国财政窘境雪上加霜；最为现实的是，1934年通过的泰丁斯-麦克达菲法案允诺菲律宾于1944年取得完全自治，美国不愿为一块注定失去的领土倾注巨资修筑防御。三重限制下，德拉姆堡过时的火炮仰角始终没有得到改进，发电机仍旧是1910年的规格，备用零件也日益稀缺。:66

### 1941-1942年
1941年夏，美日开战愈发明朗，马尼拉湾岸防炮兵加紧进行战争准备。珍珠港事件爆发后，德拉姆堡随即转入战时状态。易燃的木制营房被立刻拆除，扫清主炮射界上的障碍:5。12月底，13名海军陆战队员编入要塞的高射机枪班组，将总兵力加强至约250人。开战数日，日军轰炸机经常飞掠要塞上空，轰炸美军机场或马尼拉市区，要塞高炮群对其进行了有力的迎击:39。德拉姆堡的外形成功迷惑了日军的空中侦察，首次途径的日本飞行员报称：“有敌军战列舰驶入马尼拉湾口。”从1941年12月29日至次年1月6日，日本陆海航空兵对马尼拉湾口各岛屿实施了猛烈轰炸，德拉姆堡在1月2日首次受到攻击。连日空袭过后，日军将进攻重点转向巴丹半岛，马尼拉湾沿岸要塞得以暂时喘息:39-40。1月13日，新建的“霍伊尔炮台”向一艘接近的日军汽船开火射击并将其逼退，这是自南北战争以来美军岸炮首次攻击敌方目标:67。
1月下旬，科雷吉多島的美军司令部获悉，日军正在马尼拉湾以南的甲米地海岸部署重炮部队。出于政治考量，美军并未提前予以炮火封锁。2月6日清晨，日军第14军近藤炮兵队调集4门九二式105毫米加农炮和2门九六式150毫米榴弹炮从蛰伏于特尔纳特的炮兵掩体炮轰马尼拉湾的美军要塞:263。德拉姆堡遭到了重点攻击，三小时内中弹近百发。美军152毫米和356毫米岸炮开火还击，但因清晨逆光和日军伪装，压制效果不佳:485。未配备反软目标的高爆弹也进一步限制了356毫米岸炮的杀伤力:67。双方的炮战断断续续进行将近两个月，德拉姆堡毫发无损。日军被迫暂停炮击，准备重新部署兵力:486。

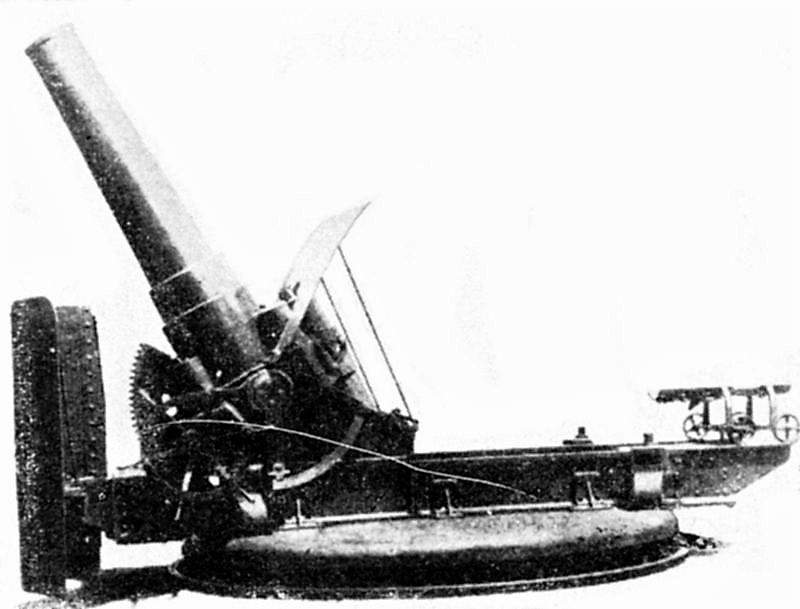
日军轰炸德拉姆堡使用的四五式240毫米榴弹炮。全重3.3吨，最大射程10.35千米，于1914年青岛战役期间首次投入战斗。

3月上旬，由野战重炮兵第1连队、独立重炮兵第2中队、以及野战重炮兵第8连队和独立重炮兵第9中队下各一个中队组成的早川炮兵队抵达特尔纳特西南的皮科·德洛罗山（Pico de Loro Hills），接替近藤炮兵队遂行炮击任务:323。一同到来的还有10门威力更强的四五式240毫米榴彈炮。该炮炮弹重200千克，装药13千克。以弹速317米/秒垂直射入时可贯穿41厘米厚的钢筋混凝土层。此前重炮兵第1连队刚在香港攻防战中动用过这种重炮。从3月15日起，它的炮弹也开始落向德拉姆堡:486。日军重炮两门一组轮流开火，对德拉姆堡取得约100发命中。两座76.2毫米高射炮先后被毁，“霍伊尔炮台”的速射炮也遭损伤。另有一发在击穿要塞左舷“罗伯茨炮台”的152毫米装甲后于炮廓内爆炸并引发火灾，所幸并无人员伤亡，这是德拉姆堡内部受到的唯一损伤:6。日军摧毁两座356毫米主炮炮塔的企图再次落空:486。随着日军集结兵力准备对巴丹半岛发动总攻，3月下旬重炮轰炸稍有停歇。4月9日，76,000余名饥病交加、突围无望的美菲军队缴械投降，日军至此夺得马尼拉湾周围陆、海、空的全面控制:68。
攻占巴丹半岛后，日军随即将注意力转向科雷吉多要塞群这一美国在菲律宾最后的抵抗据点。4月15日，参谋敲定了最终方案，计划在夜间分两批向科雷吉多岛实施兩棲登陸，在重炮火力支援下将其强行攻克:473-474。4月9日，日军恢复炮击。4月12日，科雷吉多岛联合休斯堡和德拉姆堡二要塞轰击巴丹南部地区的日军后勤点，美军的反击达到了最高潮。同一天，日军集中18支炮兵队共116门大小口径火炮，从马尼拉湾两岸对要塞群同时轰炸。此次攻击立竿见影。其他要塞上老式的地阱炮台和露天臼炮被炮火反制接连拔除，至5月初科雷吉多岛只剩3门155毫米炮仍可使用:33-34。唯独坚如磐石的德拉姆堡依然牢牢守护着科雷吉多岛，令日军苦恼不已:41。第14军参谋长被迫承认：“埃尔弗赖莱岛始终是我们挥之不去的麻烦。”:68

#### 德拉姆堡陷落
5月5日夜，在一周的火力准备后，日军开始渡兵登岸，打响了科雷吉多岛战役最后的决战。第二波增援在成功上岸前暴露在皎洁的月光下，幸存的美军岸炮随即开火拦截:34。德拉姆堡的岸炮群在20,000碼（18,288）的距离上对巴丹半岛涌来的运兵船猛烈射击，共发射356毫米穿甲弹过百发，约一半至三分之二的舰艇被击沉击伤:41。然而，一座要塞终究无力扭转战局。战至次日，日军已在科雷吉多岛东端的金德利机场站稳脚跟，美军预备队绝望的反击也被粉碎:528-529。至上午10时，留给驻菲盟军总司令喬納森·溫萊特中将的只剩投降一途。5月6日中午11时40分，德拉姆堡收到温赖特命令，于正午12时停火投降。直到投降前5分钟，两座炮台的356毫米巨炮仍在轰鸣。利用日军部队到来前的短暂时间，要塞官兵尽可能破坏了所有火炮和设备:72。破坏工程进行得非常彻底，没有一门火炮被日本人成功修复重新使用:3。日军次日登岸后共缴获356毫米炮弹200发、152毫米炮弹4,200发以及76.2毫米炮弹400发，但发射药均被美军浸水毁损，无法再次使用。投降的美军官兵随后被关进集中营，并遭受残酷虐待。德拉姆堡的指挥官刘易斯·S·柯克帕特里克（Lewis S. Kirkpatrick）上校因肺炎死于集中营中:72。
在近5个月的时间里，德拉姆堡经受了来自陆上和空中的多轮攻击，累计中弹593发（不计近失弹）。其中航空炸弹7发，各式炮弹586发。要塞的混凝土外壁面对反复轰炸表现出色，弹坑最深6—8英尺（1.83—2.44），无一击穿；日军自始至终无力阻止德拉姆堡的炮火，还在围攻中损失了116门火炮中的25门:73，海军舰队也不敢越雷池一步；相比其他要塞的惨重伤亡，德拉姆堡守军仅5人受伤，无人阵亡。美军战后总结认为，这些都充分证明了“混凝土战列舰”的设计在当时无可争议的优越性:9-10。

### 1945年
在随后的两年半间，德拉姆堡一直静静“停泊”在马尼拉湾无人问津。由于火炮无法修复，日军只能顺其自然，让其充当虚张声势的假炮台:15。1945年初，美军反攻菲律宾，马尼拉湾口各岛上的原美军要塞均被日军当作抵抗据点，派兵驻守。德拉姆堡上的日军守备队来自世界上最大的战列舰武藏号——1944年10月24日该舰在莱特湾海战中沉没后，一些幸存的水手便留在菲律宾，作为步兵参加陆上战斗。1945年2月，美军重新夺回科雷吉多島，并开始逐步扫荡马尼拉湾口其余小岛:73。在德拉姆堡，日军用机枪封锁了“船尾”唯一的出入暗道，给步兵攻击造成极大困难，清剿行动直到4月中旬才着手进行:355。实施总攻前，美军首先出动飞机和军舰进行火力压制。高空投掷的2,000磅（907）重磅炸弹炸断了“威尔逊炮台”的一根356毫米炮管，菲尼克斯号轻巡洋舰抵近射击击毁了两侧的炮台:43。但连日的轰炸并未将日军逐出堡垒，他们拒绝投降，用轻武器和迫击炮继续负隅顽抗。

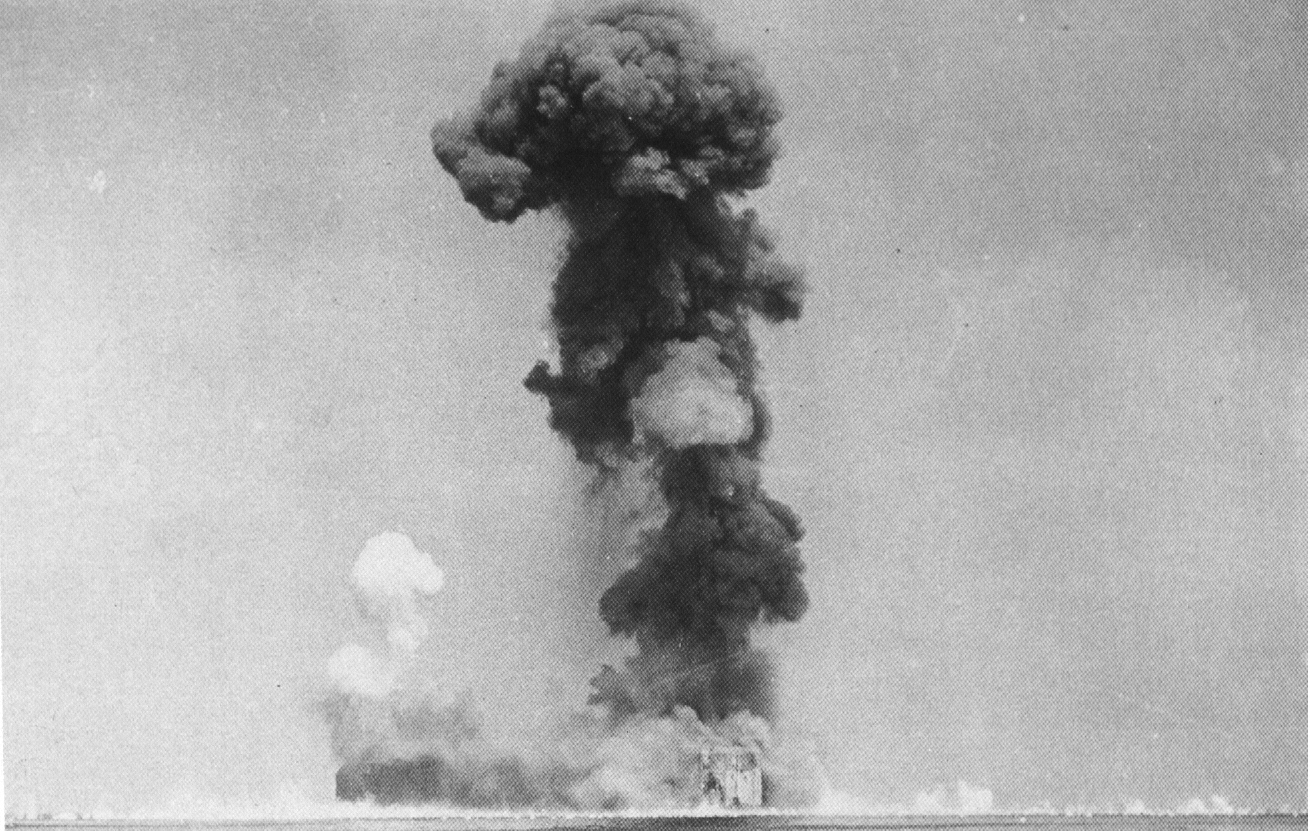
德拉姆堡“麦克雷炮台”弹药库殉爆，腾起巨大的蘑菇云

在之前攻占卡巴罗岛的战斗中，美军曾用灌油火攻的战术对抗盘踞在密闭工事内的敌人，成效斐然。经过研究，美军第38步兵师副师长罗伯特·H·索尔准将决定故技重施，以最小代价取得最大效果。由于德拉姆堡四周都是垂直外壁，美军特意为一艘LSM登陆艇加装了吊桥式跳板，以便士兵直接登上12米高的要塞顶部。1945年4月13日晨，承担进攻任务的第38步兵师第151步兵团F连一个加强排和第113工兵营B连分乘LSM-51和三艘機械化登陸艇从科雷吉多岛出发，于上午10时抵达德拉姆堡。成功靠岸后，突击队员立刻登上炮台，分兵把守通向内部的每一处通风口。与此同时，三艘LCM登陆艇启动油泵，将两份柴油和一份汽油混合而成的特种燃料共3,000美制加侖（11,356公升）通过接通通风口的输油管源源不断地灌入要塞内部。工兵还在主炮弹药库等各要害部位安放了总重600磅（272）的定时炸弹。所有工序在10分钟内完成，定时引信启动后，全员登船迅速撤离。10点35分，德拉姆堡准时起爆:356。
第一次爆炸规模很小，没有产生任何破坏效果。就在美军大失所望之时，要塞内部爆发出震耳欲聋的第二次爆炸，巨大的蘑菇云裹挟着火球从要塞顶部扶摇直上。首次爆炸引燃的燃油蔓延至“麦克雷炮台”的弹药库，引爆了成百上千枚152毫米炮弹弹头:73。大量钢筋混凝土碎块和弹药库顶的6英寸（152）钢板如喷泉般被冲击波抛到了数百英尺的空中，散落在要塞及其周围方圆1,000碼（914）的海上。大火持续燃烧了两天，伴以浓烟、高温和次生爆炸。直到4月18日，美军部队才得以重新登岛探查。要塞内部的所有设施均被彻底破坏，在残骸中士兵们找到了69具烧成焦炭的尸体:356。至此日军守备队被一举全歼，美军方面仅有3人在13日撤退时因狙击火力轻伤。

## 现状

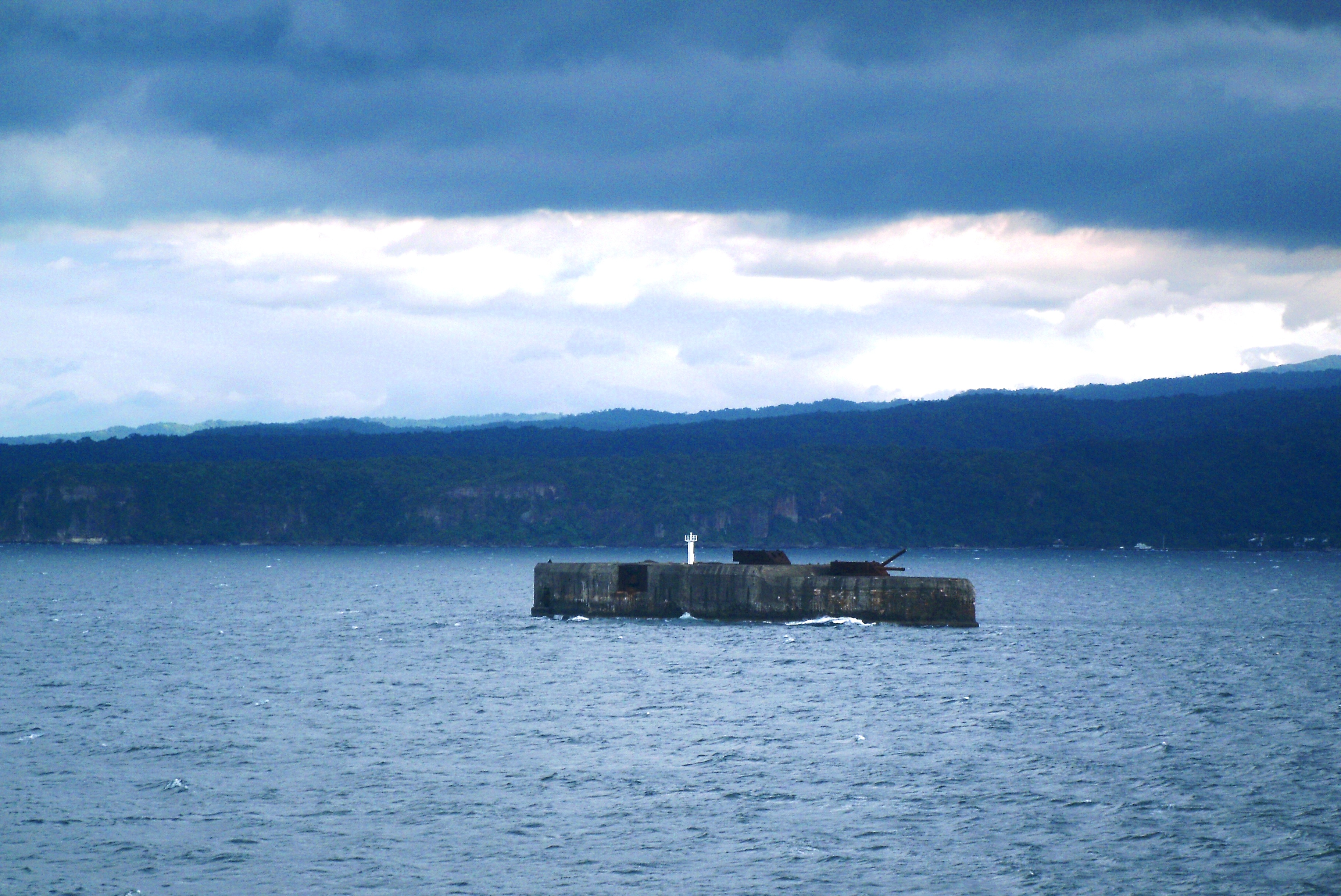
德拉姆堡2011年状态，可见要塞顶部新设的白色信标塔

太平洋战争结束后，德拉姆堡随即被世人遗忘，荒废至今。随着菲律宾的独立，美国自然不会再去关心这些破败的堡垒:53。在马尼拉及苏比克湾岸防体系中，科雷吉多島战后被菲律宾政府打造成国家战争纪念公园，卡巴罗岛则建立了海军雷达通讯站，而德拉姆堡没有享受任何待遇，依旧在风吹雨打中继续守望着马尼拉湾。参观德拉姆堡无需特别申请，但须首先从当地人处租借船艇，等待风平浪静方可顺利上岸，因此旅游业务并不兴旺。上世纪70年代开始，时常有废金属回收者偷偷进入德拉姆堡，搜集金属残骸倒卖获利，给要塞内部造成进一步损毁:57。2009年，菲律宾海岸警卫队在“威尔逊炮台”的后方竖立了一座现代化的航海信标塔，为驶经马尼拉湾南方水道的来往船舶提供导航。